# Rust (Burgenland)

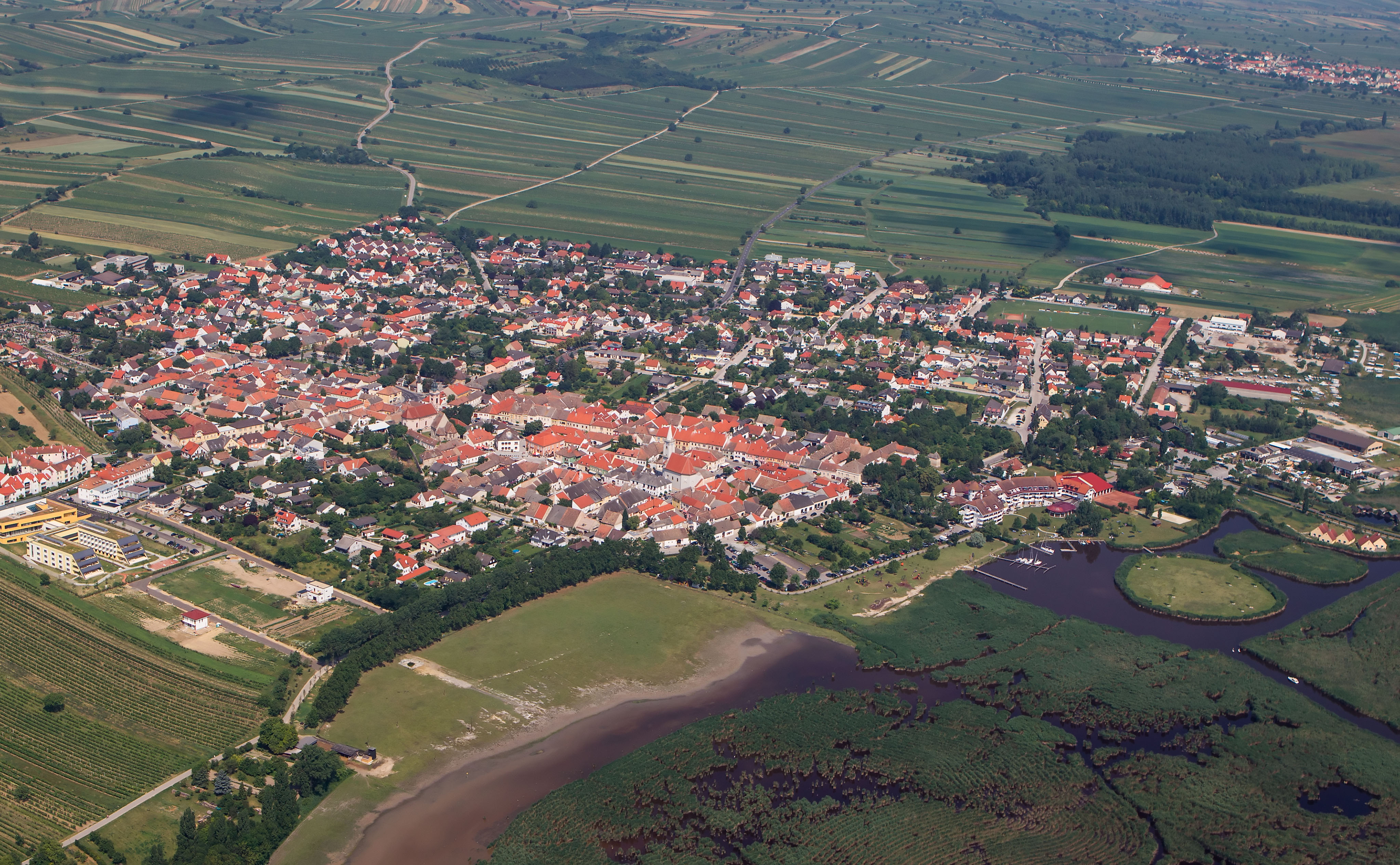
Luftbild mit dem Neusiedler See im Vordergrund (2011)

Rust (ungarisch Ruszt, kroatisch Rušta) ist eine Freistadt (einer Statutarstadt anderer Bundesländer entsprechend) im Burgenland in Österreich.
Rust ist mit 1933 Einwohnern (Stand 1. Jänner 2025) der kleinste Verwaltungsbezirk und die kleinste Statutarstadt Österreichs. Bekannt ist Rust als Stadt der Störche und als Weinbaugemeinde. Rust gehört seit 1921 zum österreichischen Burgenland und besitzt das Stadtrecht seit 1681, als es zur Königlich ungarischen Freistadt erhoben wurde.

## Geografie
Rust liegt am Westufer des Neusiedler Sees, nahe der ungarischen Grenze.

### Gemeindegliederung
Rust besteht aus einer einzigen gleichnamigen Katastralgemeinde bzw. Ortschaft.

### Nachbargemeinden
|                                       | Oggau am Neusiedler See                     |                                                                          |
| Oslip Sankt Margarethen im Burgenland | Kompassrose, die auf Nachbargemeinden zeigt | Illmitz am gegenüberliegenden Ufer (gemeinsame Grenze im Neusiedler See) |
|                                       | Mörbisch am See                             |                                                                          |

## Geschichte
In der vorchristlichen Zeit war das Gebiet Teil des keltischen Königreiches Noricum und gehörte zur Umgebung der keltischen Höhensiedlung Burg auf dem Schwarzenbacher Burgberg.
Später, unter den Römern, lag das heutige Rust dann in der Provinz Pannonien.

Rust (Mitte links) und Umgebung am damals ausgetrockneten Neusiedler See, um 1873 (Aufnahmeblatt der Landesaufnahme)

Erstmals urkundlich erwähnt ist Rust im Jahre 1317 als Ceel (ungarisch szil ‚Ulme, Rüster‘) in einer Schenkungsurkunde des ungarischen Königs Karl Robert I. von Anjou-Neapel für seinen Gefolgsmann Desiderius Hedevary als possessio Ceel vocatum circa stagnum Ferthew. Der deutsche Ortsname Rust entspricht damit dem ungarischen Ortsnamen Szil. Der heutige ungarische Ortsname Ruszt ist später lautgetreu aus dem deutschen Rust übernommen worden.
Um 1470 erhielt Rust das Marktrecht und seit 1524 haben die Ruster das von Königin Maria von Ungarn verbriefte Recht, als Markenzeichen ein gekröntes «R» in ihre Fässer einzubrennen. Dieses «R» wird auch heute noch als Gütezeichen im Korkbrand der Flaschenweine verwendet.
Ab den 1520er Jahren geriet Rust vom nahe gelegenen Ödenburg her, wo 1522 ein Franziskaner lutherisch predigte, unter evangelischen Einfluss. Gegen Ende des 16. Jahrhunderts bekannte sich Rust nahezu vollständig zum evangelischen Glauben und erlebte einen politisch-wirtschaftlichen wie einen geistlich-religiösen Aufbruch. Zur Grundherrschaft Ungarisch-Altenburg gehörig, sah sich die evangelische Gemeinde gegenreformatorischen Kräften gegenüber. Dennoch gestattete der Landtag 1647 den Bau einer evangelischen Kirche (der heutigen römisch-katholischen Stadtpfarrkirche), hinzu kamen ein Pfarrhaus und eine evangelische Schule. Die Gemeinde erlebte unter evangelischen Pfarrern und Lehrern eine Blütezeit, bis ab 1674 durch die teilweise gewaltsam vorgehende Gegenreformation ein Jahrhundert ohne eigene Kirche und Prediger folgte. Hausväter sicherten mit Hausandachten und Bibellese die Weitergabe des evangelischen Glaubens, während zugleich für die Kasualien der Dienst der katholischen Pfarrer in Anspruch genommen wurde.
Im Jahr 1512 erfolgte eine erste Befestigung der Stadt mit Mauern und Gräben, Rust wurde dennoch 1529 und 1532 während des Türkenkrieges zerstört. 1614 wurde dann eine Ringmauer als zweite Stadtbefestigung errichtet, welche heute noch in großen Teilen erhalten ist.
Im Jahre 1649 kaufte sich Rust von der Herrschaftsuntertänigkeit frei, die Stadt bezahlte dafür 60.000 Goldgulden und 500 Eimer besten Weines an die Habsburger: fast 30.000 Liter Ruster Ausbruch der Sorte Furmint. Am 3. Dezember 1681 erhielt Rust von König Leopold I. den Titel Königliche Freistadt (Reichstag in Ödenburg) – gegen einen großenteils von der evangelischen Bevölkerung aufgebrachten Betrag, was ihr die evangelische Kirche zunächst nicht zurückbrachte.
1918 bestand der (unverwirklicht gebliebene) Plan, von der Station der Raab-Oedenburg-Ebenfurter Eisenbahn in Sopron (Ödenburg) eine über Mörbisch am See nach Rust führende normalspurige Eisenbahn zu errichten.
Rust, bis 1921 zum Königreich Ungarn und danach zur Republik Österreich gehörend, übt seine Selbstverwaltung durch ein eigenes Stadtrecht aus. Da Rust bereits vor dem Anschluss des Burgenlandes an Österreich (ungarische) Freistadt war, wurde es nach 1921 einer Statutarstadt gleichgestellt und stellt seitdem den kleinsten Verwaltungsbezirk Österreichs dar.
Zum ersten Mal 1931 erwähnt, wurde 1932 die Ortsgruppe der Nationalsozialistischen Deutschen Arbeiterpartei gegründet.:S. 157
Bei der Volksabstimmung über den Anschluss Österreichs im März 1938 wurden 862 Ja-Stimmen und 1 Nein-Stimme abgegeben, die auf einer Gedenktafel für (angeblich) 100 % Ja-Stimmen keine Erwähnung findet.:S. 229 f.
Drei Jüdische Familien wurden enteignet:S. 221, 246 ff., teils vertrieben, teils in Lagern ermordet.
Roma und Romnija wurden diskriminiert, in Lager verschleppt und ermordet.:S. 258–261
Vier Menschen mit Behinderung wurden im Rahmen der nationalsozialistischen Krankenmorde ermordet.:S. 281
Im Zweiten Weltkrieg gab es 113 Gefallene bzw. Vermisste. Die Rote Armee beendete am 2. April 1945 die nationalsozialistische Gewaltherrschaft. Nach dem Krieg wurden Funktionsträger der NSDAP und der Polizei in Entnazifizierungsprozessen zu Haftstrafen verurteilt.:S. 293–323
2019 wurde Rust der Ehrentitel „Reformationsstadt Europas“ durch die Gemeinschaft Evangelischer Kirchen in Europa verliehen.

### Bevölkerungsentwicklung
| Rust: Einwohnerzahlen von 1869 bis 2025             | Rust: Einwohnerzahlen von 1869 bis 2025 | Rust: Einwohnerzahlen von 1869 bis 2025 | Rust: Einwohnerzahlen von 1869 bis 2025 | Rust: Einwohnerzahlen von 1869 bis 2025 |
| --------------------------------------------------- | --------------------------------------- | --------------------------------------- | --------------------------------------- | --------------------------------------- |
| Jahr                                                |                                         |                                         |                                         | Einwohner                               |
| 1869                                                | 1869                                    |                                         | 1.324                                   | 1.324                                   |
| 1880                                                | 1880                                    |                                         | 1.403                                   | 1.403                                   |
| 1890                                                | 1890                                    |                                         | 1.548                                   | 1.548                                   |
| 1900                                                | 1900                                    |                                         | 1.609                                   | 1.609                                   |
| 1910                                                | 1910                                    |                                         | 1.535                                   | 1.535                                   |
| 1923                                                | 1923                                    |                                         | 1.361                                   | 1.361                                   |
| 1934                                                | 1934                                    |                                         | 1.432                                   | 1.432                                   |
| 1939                                                | 1939                                    |                                         | 1.542                                   | 1.542                                   |
| 1951                                                | 1951                                    |                                         | 1.596                                   | 1.596                                   |
| 1961                                                | 1961                                    |                                         | 1.690                                   | 1.690                                   |
| 1971                                                | 1971                                    |                                         | 1.711                                   | 1.711                                   |
| 1981                                                | 1981                                    |                                         | 1.693                                   | 1.693                                   |
| 1991                                                | 1991                                    |                                         | 1.696                                   | 1.696                                   |
| 2001                                                | 2001                                    |                                         | 1.714                                   | 1.714                                   |
| 2011                                                | 2011                                    |                                         | 1.896                                   | 1.896                                   |
| 2021                                                | 2021                                    |                                         | 1.984                                   | 1.984                                   |
| 2025                                                | 2025                                    |                                         | 1.933                                   | 1.933                                   |
| Quelle(n): Statistik Austria, Gebietsstand 1.1.2021 |                                         |                                         |                                         |                                         |

## Kultur und Sehenswürdigkeiten

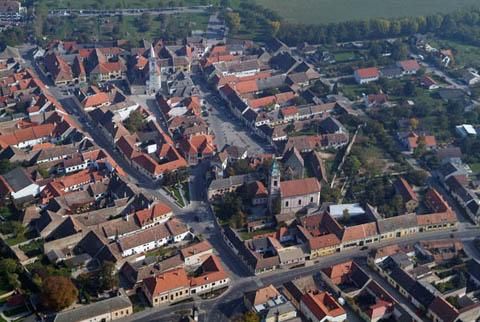
Das denkmalgeschützte historische Zentrum der Stadt

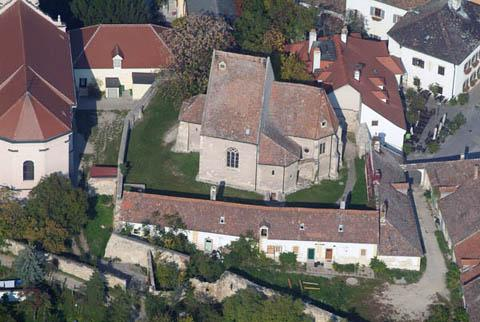
Fischerkirche

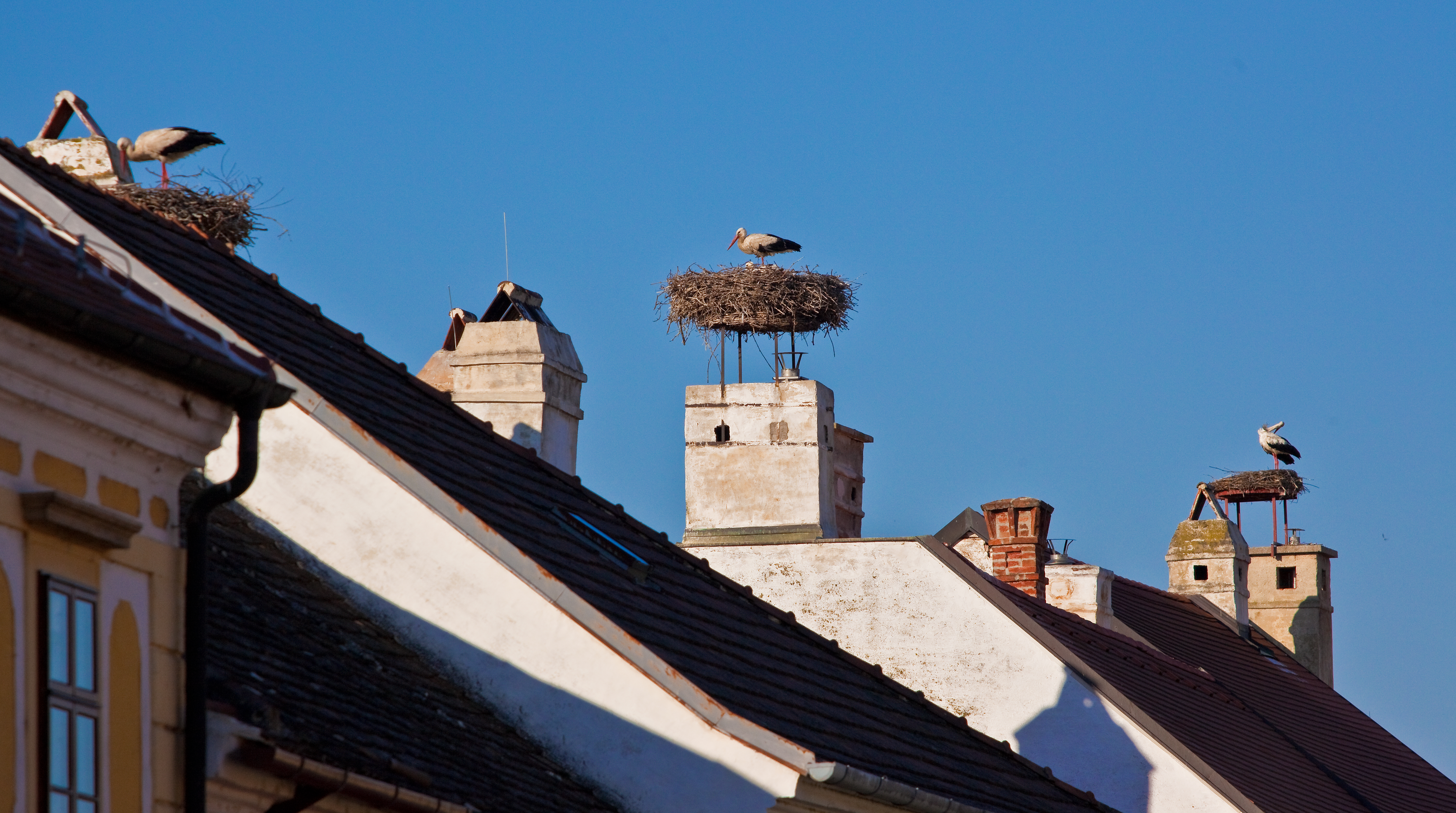
Störche auf Rauchfängen

- Altstadt: Der gesamte malerische Altstadtbereich von Rust ist heute denkmalgeschützt. Die zahlreichen Bürgerhäuser aus dem 16. bis 19. Jahrhundert besitzen gepflegte Renaissance-, Barock- oder historistische Fassaden mit schönen Fenster- und Portalrahmungen, Erkern, Wappen- und Stuckdekorationen. Charakteristische Rundbogenportale und Einfahrtsgewölbe führen in die idyllischen Innenhöfe bzw. zu den noch älteren Hoftrakten mit gedeckten Stiegenaufgängen und Arkaden, teilweise auch mit Resten der Stadtmauer. Das historische Stadtzentrum steht unter dem Schutz der Haager Konvention zum Schutz von Kulturgut bei bewaffneten Konflikten. Blauweiße Tafeln kennzeichnen die einzelnen Objekte. Rust ist aber – neben Salzburg und Krems – auch eine der drei Modellstädte Österreichs, die 1975, im Jahr des europäischen, architektonischen Erbes ausgezeichnet wurden, weil hier keine revitalisierte, sondern eine vitale Altstadt besteht. 2001 wurde die Ruster Altstadt gemeinsam mit der Region Neusiedler See in die Liste der UNESCO-Weltkulturerbe-Stätten aufgenommen. Bereits einige Male wurde Rust für seine denkmalpflegerischen und kulturellen Bemühungen als Schönste Stadt des Burgenlandes ausgezeichnet. Die Häuser besitzen noch heute ihre ursprüngliche Funktion als Wohn- und Betriebsstätten der Bürger.

- Fischerkirche: das älteste und kunstgeschichtlich bedeutendste Bauwerk der Stadt. Bemerkenswert sind die Fresken aus dem 12. Jahrhundert, die im 19. Jahrhundert wiederentdeckt, aber erst im 20. Jahrhundert in mehreren Abschnitten freigelegt und saniert wurden. Die kleine Kirche ist heute Museum und wird für kulturelle Zwecke genutzt. Ihrer besonderen Akustik wegen finden jährlich während der Sommermonate Konzerte in diesem besonderen Kirchenraum statt.[10]

- Katholische Pfarrkirche Rust am See
- Evangelische Pfarrkirche Rust am See
- Stadtmuseum im Kremayr-Haus[11]
- Pulverturm: Nordost-Eckturm mit Teilen der Ringmauer aus dem 16. Jahrhundert
- Kunsthaus Rust
- Weinakademie: Seit 1989 hat die erste deutschsprachige Weinakademie der Welt ihren Sitz in dem aus dem 17. Jahrhundert stammenden Seehof

### Regelmäßige Veranstaltungen
Rust ist seit 1999 Schauplatz des International Guitar Festival Rust, das sich zu einem der bedeutendsten Gitarrenfestivals in Europa entwickelte, und dem britischen Komponisten John W. Duarte (1919–2004) gewidmet ist. Es wurde vom venezolanischen Gitarristen Gabriel Guillén gegründet, dem zusammen mit Jovan Pesec die künstlerische Leitung obliegt. Zahlreiche anerkannte Gitarristen aus Österreich und dem Ausland geben Meisterkurse und Konzerte. Weiters gibt es einen internationalen Gitarrenwettbewerb sowie Instrumenten- und Notenausstellungen.

## Wirtschaft und Infrastruktur

### Verkehr
Die Stadt ist über die Ruster Straße (B52) mit der Landeshauptstadt Eisenstadt verbunden.
Einige Jahrzehnte lang war Rust Endpunkt der 1897 eröffneten und 1953 abgebauten Bahnstrecke Schützen am Gebirge–Sankt Margarethen-Rust. Der Endbahnhof St. Margarethen-Rust lag allerdings westlich weit außerhalb von Rust am Steinbruch St. Margarethen. Der nächste Bahnhof befindet sich seither an der Pannoniabahn in Schützen am Gebirge, ab Rust verkehren Busse nach Eisenstadt bzw. auch direkt nach Wien.
Durch das Gemeindegebiet von Rust verlaufen mit dem Nordalpenweg, dem Zentralalpenweg und dem Ostösterreichischen Grenzlandweg drei österreichische Weitwanderwege.

### Weinbau
Die Rebflächen in der Stadtgemeinde umfassen rund 450 Hektar, welche zum Weinbaugebiet Leithaberg gehören und berühmt für den Ruster Ausbruch sind. Zu den bekanntesten Weingütern zählen Feiler-Artinger und Triebaumer.

### Öffentliche Einrichtungen
Als Sicherheitsbehörde I. Instanz für die Stadt fungiert die Landespolizeidirektion Burgenland in Eisenstadt; deshalb werden für Rust wie für Eisenstadt Kfz-Kennzeichen mit dem Unterscheidungszeichen E vergeben. In der Stadt ist eine Polizeiinspektion eingerichtet, die dem Stadtpolizeikommando Eisenstadt untersteht.
Die Stadt Rust liegt im Sprengel des Bezirksgerichtes Eisenstadt.

### Bildung
Neben einem Kindergarten existieren eine Volks- und Mittelschule sowie die Volkshochschule. Außerdem hat die österreichische Weinakademie ihren Sitz in Rust.

## Politik

### Gemeinderat
Der Gemeinderat umfasst aufgrund der Einwohnerzahl insgesamt 19 Sitze.

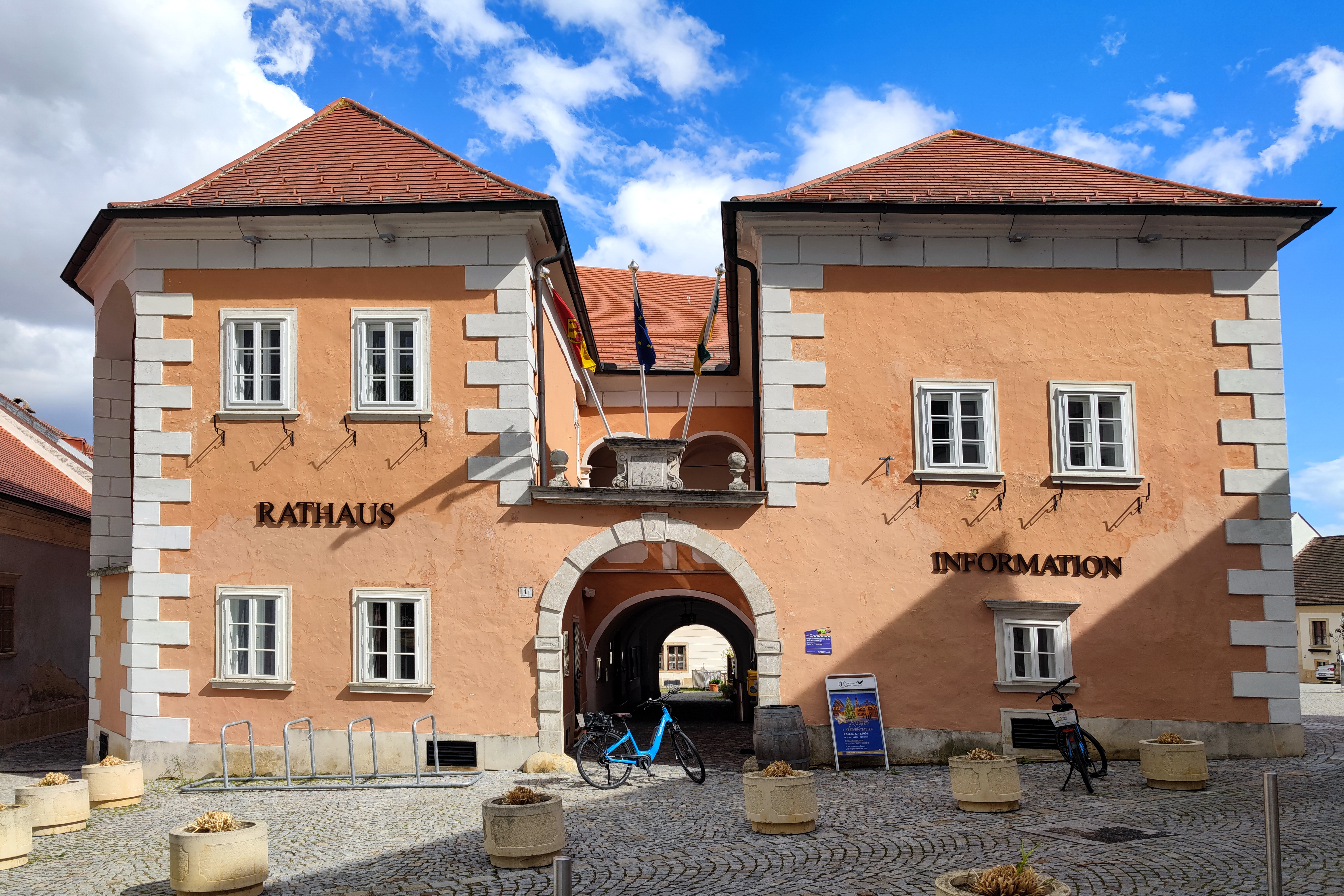
Das Rathaus der Freistadt Rust

| Partei          | 2022             | 2022             | 2022             | 2017             | 2017             | 2017             | 2012             | 2012             | 2012             | 2007             | 2007             | 2007             | 2002             | 2002             | 2002             | 1997             | 1997             | 1997             |
| Partei          | Sti.             | %                | M.               | Sti.             | %                | M.               | Sti.             | %                | M.               | Sti.             | %                | M.               | Sti.             | %                | M.               | Sti.             | %                | M.               |
| --------------- | ---------------- | ---------------- | ---------------- | ---------------- | ---------------- | ---------------- | ---------------- | ---------------- | ---------------- | ---------------- | ---------------- | ---------------- | ---------------- | ---------------- | ---------------- | ---------------- | ---------------- | ---------------- |
| SPÖ             | 602              | 45,50            | 9                | 677              | 53,10            | 10               | 654              | 50,97            | 10               | 689              | 52,12            | 10               | 696              | 50,36            | 10               | 512              | 42,99            | 8                |
| ÖVP             | 333              | 25,17            | 5                | 386              | 30,27            | 6                | 439              | 34,22            | 6                | 532              | 40,24            | 8                | nicht kandidiert | nicht kandidiert | nicht kandidiert | nicht kandidiert | nicht kandidiert | nicht kandidiert |
| ARTINGER        | nicht kandidiert | nicht kandidiert | nicht kandidiert | nicht kandidiert | nicht kandidiert | nicht kandidiert | nicht kandidiert | nicht kandidiert | nicht kandidiert | nicht kandidiert | nicht kandidiert | nicht kandidiert | 545              | 39,44            | 8                | 516              | 43,32            | 9                |
| FPÖ             | 149              | 11,26            | 2                | 212              | 16,63            | 3                | 190              | 14,81            | 3                | 92               | 6,96             | 1                | 106              | 7,67             | 1                | 163              | 13,69            | 2                |
| FRUST           | nicht kandidiert | nicht kandidiert | nicht kandidiert | nicht kandidiert | nicht kandidiert | nicht kandidiert | nicht kandidiert | nicht kandidiert | nicht kandidiert | 9                | 0,68             | 0                | nicht kandidiert | nicht kandidiert | nicht kandidiert | nicht kandidiert | nicht kandidiert | nicht kandidiert |
| AUG             | nicht kandidiert | nicht kandidiert | nicht kandidiert | nicht kandidiert | nicht kandidiert | nicht kandidiert | nicht kandidiert | nicht kandidiert | nicht kandidiert | nicht kandidiert | nicht kandidiert | nicht kandidiert | 35               | 2,53             | 0                | nicht kandidiert | nicht kandidiert | nicht kandidiert |
| FZR             | 239              | 18,07            | 3                | nicht kandidiert | nicht kandidiert | nicht kandidiert | nicht kandidiert | nicht kandidiert | nicht kandidiert | nicht kandidiert | nicht kandidiert | nicht kandidiert | nicht kandidiert | nicht kandidiert | nicht kandidiert | nicht kandidiert | nicht kandidiert | nicht kandidiert |
| Wahlberechtigte | 1804             | 1804             | 1804             | 1653             | 1653             | 1653             | 1649             | 1649             | 1649             | 1583             | 1583             | 1583             | 1540             | 1540             | 1540             | 1405             | 1405             | 1405             |
| Wahlbeteiligung | 79,43 %          | 79,43 %          | 79,43 %          | 83,06 %          | 83,06 %          | 83,06 %          | 85,45 %          | 85,45 %          | 85,45 %          | 88,50 %          | 88,50 %          | 88,50 %          | 92,86 %          | 92,86 %          | 92,86 %          | 91,74 %          | 91,74 %          | 91,74 %          |

### Bürgermeister
Bürgermeister der Freistadt Rust ist seit 2012 Gerold Stagl (SPÖ) Bei der Wahl 2022 siegte er in der Stichwahl mit 54,86 Prozent der Stimmen.
Bürgermeister-Historie:
- 1967–1970; 1972–2002 Heribert Artinger (ÖVP/Liste Artinger)
- 2002–2012 Harald Weiss (SPÖ)
- seit 2012 Gerold Stagl (SPÖ)

### Mitglieder des Stadtsenats
- Bürgermeister Gerold Stagl (SPÖ)
- Vizebürgermeister Johann Reinprecht (SPÖ)[19]
- Vizebürgermeister Georg Seiler (ÖVP)
- Stadträtin Viktoria Bachkönig-Reiner (SPÖ)
- Stadtrat Mario Horvath (FZR)

Magistratsdirektor der Freistadt Rust ist Mathias Szöke.

### Wappen
| Wappen der Statutarstadt Rust | Blasonierung: „Das Wappen der Freistadt zeigt ein zweimal der Quere nach geteiltes Schild. Seine obere Feldung ist blau, die mittlere grün, die untere aber von einem natürlichen Gewässer ausgefüllt. Aus der zweiten Teilungslinie wachsen in der Mittelfeldung natürliche Schilfblätter und weiters, bis in die oberste Feldung hineinragend, drei fächerartig auseinander strebende natürliche Schilfkolben. Auf dem von einer ornamentierten, goldenen Randeinfassung umgebenen Schild ruht oben eine goldene, mit Juwelen besetzte Krone mit fünf sichtbaren Blattzinken, zwischen welchen vier Perlenzinken angebracht sind.“ |
| Wappen der Statutarstadt Rust | |

Die Farben der Stadt sind grün-gelb.

### Gemeindepartnerschaften
- Kulmbach in Bayern, Deutschland, seit 1981[22]
- Tokaj in Ungarn, seit 2006[22]

## Persönlichkeiten
- Johannes Wohlmuth (1642–1724), Organist und Komponist
- David Ignatz Neumann (1894–1992), österreichisch-israelischer Lyriker, Messerschmied und Politiker
- Elza Brandeisz (1907–2018), ungarische Tänzerin und Gymnastiklehrerin
- Ludwig Schandl (1908–1969), Weinbauer und Politiker (FPÖ)
- Erich Karassowitsch (1944–2021), Weinbauer und Politiker (FPÖ)
- Johanna Auer (* 1950), Politikerin (SPÖ)
- Harald Weiss (* 1954), Politiker (SPÖ) und ehemaliger Bürgermeister der Stadt
- Christian Ries (* 1972), Abgeordneter zum Burgenländischen Landtag (FPÖ)
- Michelle Whitfield (* 1974), Abgeordnete zum Burgenländischen Landtag (FPÖ)

### Ehrenbürger
Auf Beschluss des Gemeinderates wurden bisher folgende Persönlichkeiten zu Ehrenbürgern ernannt:
- Heribert Artinger, Bürgermeister
- Christian Euler, Gemeinde- und Kreisarzt
- Hans Feiler, Gemeinderat
- Emmerich Fennesz, röm.-kath. Stadtpfarrer
- Emmerich Gold, Volksschuldirektor
- Rudolf Grohotolsky (1922–2013), Landeshauptmann-Stellvertreter
- Eugen Horvath, ehemaliger Generaldirektor der BEWAG
- Theodor Kery (1918–2010), Landeshauptmann
- Rudolf Kremayr (1905–1989), Stifter des Kremayrhauses
- Peter Rezar (* 1956), Landesrat
- Paul Rittsteuer (* 1947), Landesrat
- Fred Sinowatz (1929–2008), Bundeskanzler der Republik Österreich
- Georg Weissmann, Präsident der Notariatskammer Österreich

## Filme
- Die Freistadt Rust ist Schauplatz und Originaldrehort der Fernsehserie Der Winzerkönig sowie des Fernsehfilms Ein Sommer im Burgenland mit Hannelore Elsner.[24]